# Partido Comunista da Itália (2014)
O Partido Comunista da Itália (em italiano:  Partito Comunista d'Italia , PCd'I) foi um partido comunista de curta duração na Itália que representou a transição do Partido dos Comunistas Italianos (1998-2014) para o Partido Comunista Italiano (2016-presente).

## História
O PCdI, que recebeu o nome do Partido Comunista Italiano 1921-1926 (PCd'I), surgiu em 2014 devido a uma transformação do Partido dos Comunistas Italianos (PdCI), um partido comunista lançado por cisões do Partido da Refundação Comunista (PCR) em 1998. Antes de se tornar um pequeno partido, o PdCI era um partido do governo e controlava dezenas de lugares no Parlamento.
Cesare Procaccini, sindicalista metalúrgico que substituiu Oliviero Diliberto na liderança do PdCI em 2013, foi o secretário do partido desde a sua fundação, enquanto Manuela Palermi, ex-senadora, era a sua presidente.
Em 2016, o PCdI deu lugar ao Partido Comunista Italiano (PCI), que assumiu o nome do PCd'I 1926-1991 noventa anos após a fundação deste. Fragmentos e grupos menores da PCR também aderiram ao novo partido.

## Liderança
- Secretário: Cesare Procaccini (2014-2016)
- Coordenador: Alessandro Pignatiello (2014-2016)
- Presidente: Manuela Palermi (2014–2016)
- Presidente Honorário: Antonino Cuffaro (2014–2016)